# Agardhiella dabovici
Agardhiella dabovici is een slakkensoort uit de familie van de Argnidae. De wetenschappelijke naam van de soort is voor het eerst geldig gepubliceerd in 1975 door E. Gittenberger.